# 杜僧明
杜僧明（509年—554年），字弘照，广陵临泽人。南北朝时期南朝梁朝将领，因他追隨後來陳朝建立者陳霸先（陳武帝），雖在陳朝建立前就已去世，傳統史書通常列入陳朝功臣中。

## 生平
杜僧明个子矮小，但胆气过人，有勇力，善骑射。杜僧明与兄长杜天合随广州（广东省广州市）刺史盧安興平定俚僚有功，升新州（今广东新兴县）防助。盧安興死后，其子盧子雄被任命为新兴刺史。盧子雄前往交州平定李贲叛乱，因被交州刺史武林侯萧谘和广州刺史新渝侯萧暎催促出兵而无功。萧谘向朝廷诬陷卢子雄故意滞留。梁武帝下诏杀死卢子雄。
大同八年（542年），盧子雄死後，杜天合、周文育、杜僧明等人反過來進攻廣州，想杀死萧谘、萧暎为盧子雄报仇。高要郡守陈霸先率兵围剿，殺杜天合，俘杜僧明。封他为直阁将军，随軍出征交趾（交州）。侯景之亂時，随陈霸先入建业，周文育与杜僧明同为前军，攻克蘭裕。杜僧明受傷落馬，陳霸先救他出險，並將自己的馬讓給他。杜僧明上马再战，蔡路養遂被打敗。陈霸先一路向南康（江西省赣州市）推进，留下杜僧明整顿西昌，总督安成、庐陵二郡军事。梁元帝承制授杜僧明假节、清野将军、新州刺史，临江县子，食邑三百户。 平定侯景之乱，以功拜员外散骑常侍、明威将军、南兖州刺史，封临江侯，仍领晋陵太守。
承圣二年（553年），與胡穎、陳曇朗跟随陈霸先北上围攻广陵城，加使持节，迁通直散骑常侍、平北将军。西魏军攻打荆州，陈霸先命杜僧明率吴明彻等，跟随侯瑱救援，到达江州时病逝，年四十六岁。追赠散骑常侍，谥号威。陈文帝陈蒨即位后，追赠开府仪同三司。天嘉二年（561年）配享高祖（陈武帝陈霸先）庙庭。子杜晋嗣爵。

## 延伸阅读
[在维基数据编辑]
 《陳書·卷8》，出自姚思廉《陳書》
 《南史/卷66》，出自李延壽《南史》